# El Hassasna
El Hassasna là một đô thị thuộc tỉnh Saïda, Algérie. Dân số thời điểm năm 2002 là 10.448 người.